# Tammuna
Tammuna is een plaats in de Estlandse gemeente Saaremaa, provincie Saaremaa. De plaats heeft de status van dorp (Estisch: küla) en telt 8 inwoners (2021).
Tot in oktober 2017 lag Tammuna in de gemeente Torgu. In die maand ging Torgu op in de fusiegemeente Saaremaa.
Tammuna ligt aan de westkust van het schiereiland Sõrve, onderdeel van het eiland Saaremaa.

## Geschiedenis
De plaats werd in 1445 voor het eerst genoemd onder de naam Tammenkande. Ze lag later op het landgoed Torgu.